# Hájkova kronika
Kronika česká (původním pravopisem Kronyka Czeska), běžně známá jako Hájkova kronika, je česky psaná humanistická kronika o dějinách českého národa, kterou napsal kněz Václav Hájek z Libočan. Hájek vylíčil českou historii v souladu se žánrem kroniky „od nepaměti“ a dovedl ji až do korunovace Ferdinanda Habsburského českým králem (1527). Kroniku dokončil roku 1539, vydána byla 1541, ale distribuována až roku 1543. Kronika je kladně hodnocena zejména kvůli jazykové a literární hodnotě, ale naopak proslula historickou nevěrohodností pro své volné nakládání s historickými fakty a jejich vymýšlení. Vědecká kritika kroniky spoluutvářela počátky moderní české historiografie.
Vesměs nikdy nebylo pochyb o vysoké literární hodnotě díla. Jazykem používaným v kronice je stručná, snadno čtivá čeština blízká lidové řeči. Na rozdíl od pozdějšího Daniela Adama z Veleslavína autor kroniky jazyk zbytečně nekomplikuje a nezdobí. Hájek byl vypravěčem vysokých kvalit, což dokládá i oblíbenost kroniky u čtenářů (zvláštní význam nabyla kronika v pobělohorské době, kde na jedné straně katolický autor nebyl podezřelý pro nábožensky intolerantní oficiální prostředí a kniha, psaná čtivou češtinou a často protiněmecky namířená, neztrácela půvab ani pro samotného českého čtenáře). Celá kronika byla náročný tiskařský počin, jedno z hlavních děl tiskárny Jana Severina mladšího. Zajímavý je soubor ilustrací zhotovených pro kroniku.
Nejkontroverznější složku díla představuje faktografie. Na chyby poukazovali autoři již od vydání, nicméně důležitá je kritika osvícence Gelasia Dobnera a kritika Františka Palackého způsobila na dlouho naprosté zavržení kroniky. Faktografie dodnes zůstává kontroverzní, nicméně bylo podniknuto několik vážných pokusů o obhajobu „sedmilháře“ Václava Hájka - například Zdeněk Beneš poukázal, že ve srovnání s dalšími humanistickými kronikami patří ta Hájkova mezi kritičtější. Opravenou a doplněnou verzí Hájkovy Kroniky je dnes takřka neznámá kronika Jana Františka Beckovského s názvem Poselkyně starých příběhův českých z roku 1700, která měla v té době už nedostupnou Hájkovu Kroniku nahradit.

## Václav Hájek z Libočan

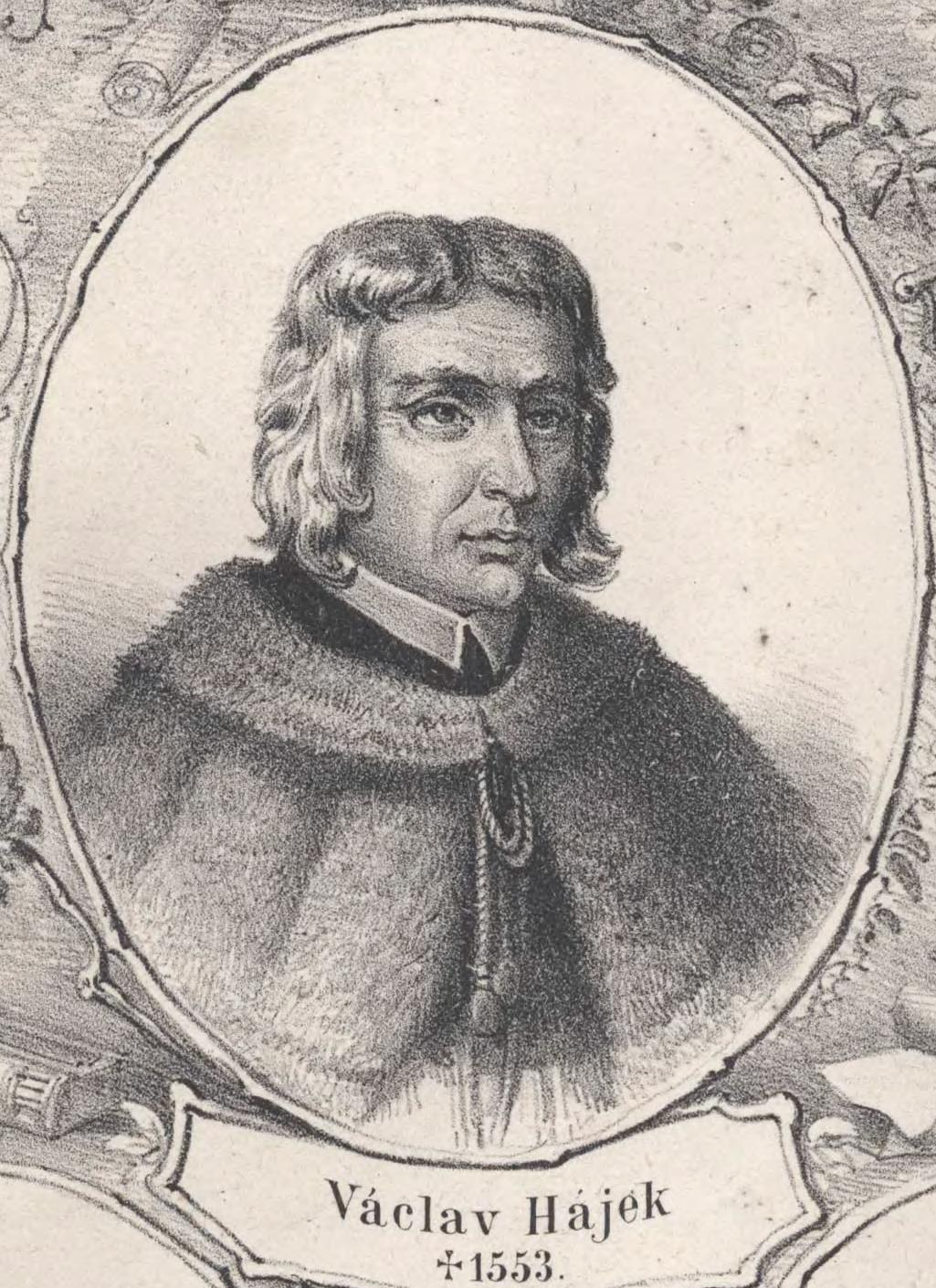
Fiktivní podoba Václava Hájka dle představy z 19. století

Václav Hájek z Libočan se narodil na konci 15. století v zemanské utrakvistické rodině pravděpodobně jako druhorozený syn, neboť byl poslán na církevní dráhu. Nevíme sice, kde a co Hájek studoval, ale víme, že jeho vzdělání nebylo příliš vysoké. Roku 1520 nastupuje Hájek jako utrakvistický farář v Kostelci u Budyně nad Ohří. O rok později mění působiště i vyznání a stěhuje se do Zlonic, kde se ujímá postu kaplana. Od té doby jeho církevní kariéra rostla, ale kvůli personálním neshodám často měnil své působiště. Postupně zastával například místa kazatele u sv. Tomáše na Malé Straně, místo faráře a správce zlatého dolu ve Starém Rožmitále u Lva z Rožmitálu, a potom i místo děkana na Karlštejně. Právě spojení církevního úřadu s výnosným postem světským je pro Hájka typickým. Možná na Karlštejně v roce 1533, ještě před sesazením z úřadu, ho zastihuje prosba českých šlechticů o sepsání Kroniky české. Historici se totiž domnívají, že si z karlštejnské knihovny vybral několik knih, které pak užíval jako dobové prameny. Další knihy, se kterými Hájek pracoval, mu byly zapůjčeny z knihoven samotných šlechticů nebo z knihovny Pražského hradu.
Kronika byla psána v letech 1533 (někdy uváděno 1534) až 1539. V roce dokončení dostal Hájek královo privilegium, kde byla vymezena autorská práva autora na 10 let od vydání a byli stanoveni cenzoři (nejvyšší sudí dvorský, Jan Starší Popel z Lobkowicz, místosudí, Jan Hodějovský z Hodějova, a Heřman Sedlecký od Dubu), kteří měli dílo schválit před tiskem. O dva roky později byla kronika schválena a dána k vytisknutí v nákladu 1000 kusů. Tiskárnu Jana Severína však postihl požár Malé Strany a Hradčan, přičemž všechny dosud vytištěné listy shořely, takže kronika vyšla až v roce 1543.

## Obsah kroniky
Kniha začíná dvěma předmluvami. V té první, sepsané Hájkem, je vyzdvižena tradice a důležitost kronik „všecky věci, které su napsány v Zákoně Starém, nic jiného nejsu než kroniky kteréž předkem od Mojžíše, vnuknutím Božským sepsány su potom i od jiných pro vzdělání lidí buducích ješto ty a takové věci su nám potřebné, znáti a věděti ne pro samo toliko našich srdcí potěšení, ale i pro zprávu a naše spasení“ dále pak nutnost shromažďování faktů o minulosti národa a navazuje slovy: „i zdálo se osobám některým … aby takové věci v hromadu jednu sneseny byly, o to největší péči měli tito: urozený pán Jindřich Berka z Dubé, nejvyšší sudí Království českého, Jan Hodějovský z Hodějova, místosudí Království českého … Mistr Brykci z Lycka, kteříž netoliko mne za to žádali, ale i nutili“ a dokládá svoji snahu o nestrannost „Já zajisté nechtěl jsem se uchýliti napravo, ani nalevo, než to aby se položilo neb psalo, což pravého jest … A nemouž to nikterak býti, aby jeden takové věci spisuje, těm lidem sobě odporným (kališníci a luteráni), všem se zachovati ráčil“ a nezapomíná pochválit svou vytrvalou, pilnou a poctivou práci. Předmluvu druhou má na svědomí právník, vyznavač luterské víry, Mistr Brikcí z Licka, který se pozitivně vyjádřil k Hájkově činnosti. Po předmluvách následuje seznam jmen šlechticů, kteří se na vydání kroniky podíleli, s jejich erby. Poslední dva erby patří Václavu Halašovi z Radimovic, který náklad financoval, a Václavu Hájkovi z Libočan.
Hájek začíná samotnou kroniku popisem rozmístění německých a slovanských kmenů po stavbě Babylónské věže. Vychází z toho, že praotec Čech přišel do země jménem Bohemie (Boiohaemum), tedy pojmenovaného území, které již předtím někomu náleželo (Boemům, Markomanům), přičemž tuto pověst datuje do roku 644 a v závislosti na letopočtu jsou pak uváděny všechny další události. Vedle hlavní linky, která je tvořena konáním českých panovníků, je zde věnována pozornost i některým událostem z dějin okolních států. Ovšem vzhledem k tendenční interpretaci dějin Hájkem jsou tyto velmi redukovány a nejsou příliš sledovány do důsledků. Například boji o investituru věnoval Hájek 11 řádků s přilehlou glosou „Císař Jindřich laupil kostely“. Naopak době Husově a husitské věnuje velkou pozornost, jsa si vědom dopadu této doby na vývoj dějin českých až po nástup Habsburků. Samotného Husa nepodrobuje z pochopitelných důvodů velké kritice (v řadách šlechty se nacházelo mnoho utrakvistů a sám Hájek jím byl dříve též), jak by se dalo čekat, ale počínání husitů již odsuzuje. Velmi pečlivě líčí počínání Jana Žižky z Trocnova ještě předtím, než se dostal do čela husitů. Dílo je zakončeno slavnostní korunovací Ferdinanda Habsburského českým králem a slovem Amen.
V kronice jsou zaznamenány výrazné klimatologické výkyvy, přírodní katastrofy a požáry. Je ilustrována, vše důležité je shrnuto v marginálních glosách (poznámky u kraje textu), jejichž abecední rejstřík je vzadu svazku za přiloženými seznamy obcí, šlechtických a církevních majetků.

## Vydání
Hájek kroniku dokončil roku 1539, vydána byla 1541, ale kvůli požáru města a problémům s investory se distribuce posunula až do roku 1543.
Přestože se jednalo o populární dílo, bylo vydáváno poměrně málo. Po prvním vydání v roce 1541 byla nejdříve kronika vydána roku 1596 v německém překladu městského písaře Johanna Sandela (Böhmische Chronica), německy vyšla ještě v letech 1697 a 1718. V letech 1764–1786 vydával Gelasius Dobner slavný latinský kritický překlad (Annales Hageciani – vydání není úplné). Podruhé vydal český text ve formě reprintu Jan Ferdinand ze Schönfeldu ve své tiskárně v roce 1819. O moderní kritickou edici kroniky se pokusil Václav Flajšhans po první světové válce (1918–1933), ovšem toto vydání obsahuje pouze část kroniky. Výtahy z kroniky připravil Jaroslav Kolár v roce 1981 (Kronika česká). Edici celého českého textu kroniky připravil jazykovědec Jan Linka k vydání v roce 2013 (Kronika česká).

## Kritika historické věrohodnosti
Odklon od historických faktů v Kronice české byl jasný již jeho současníkům i následující generaci, která ale, v čele s Adamem Veleslavínem, Hájkovi „bájivost a básnivost“ nezazlívala. Ovšem jedním z těch, kdo Hájkovi "naletěli", byl jeho současník, arcibiskup olomoucký Jan Skála z Doubravky, který se o něj opíral při psaní své kroniky Historiae Regni Boiemiae. Kronika česká se stala oblíbeným a ceněným čtivem i uznávaným historickým pramenem. Nesmíme zapomenout, že Hájek měl přístup k mnoha zdrojům, které byly zničeny během malostranského požáru, včetně Zemských desk. Vzhledem ke katolické interpretaci dějin nebyla kronika pálena ani zakazována jezuity. Dokonce jezuita a historik Bohuslav Balbín se stal dalším z těch, kdo své dílo podepřel Hájkovými výmysly.
Prvním, kdo se postavil ke kronice kriticky, byl kněz, historik, první český dějezpytec a spoluzakladatel Královské české společnosti nauk Gelasius Dobner, který se dostal k latinskému překladu piaristy Viktorina od sv. Kříže k připravovanému vydání kroniky (pravděpodobně pod patronátem Františka Antonína Berky z Dubé). V letech 1764–86 vydal Dobner (34 let po Viktorinově smrti) šest dílů kroniky (Viktorinův překlad sahající do roku 1198) i se svou obsáhlou kritikou, kterou napsal rovněž latinsky a pokračoval s překladem do 70. let 13. století, který ale nevydal. Jinde se o Hájkovi vyjádřil jako o sedmilháři a nactiutrhači. Sice Konec učinil hájkování v českých dějinách, ale sklidil velký odpor u svých kolegů buditelů za hanobení díla, které je napsáno starou češtinou a velebí české dějiny. O něco menší kritiku sklidil další hájkobijec a zastánce pravdy Josef Dobrovský, který zhodnotil Kroniku českou v cyklu Kritické pokusy jak očistit starší české dějiny od pozdějších výmyslů. Na rozdíl od Dobnera dokázal „modrý abbé“ upoutat pozornost i nálezem několika českých středověkých rukopisů ve stockholmské Královské knihovně.
Jak už bylo výše zmíněno, ani František Palacký neotálel s odepsáním Hájka. Nezbývalo mu ale nic víc, než shrnout to, co už Dobner a Palackého učitel Dobrovský publikovali. „Celý dějezpyt a dějepis český nezná většího škůdce nad muže tohoto, který dav se do spisování obšírné kroniky české, jal se neslýchanou nestoudností nejen vymýšleti a na drobno líčiti dle zdání svého příběhy nebývalé, ale i podkládati jim za prameny spisy rovněž smyšlené a od nikoho, ani od spisovatele samého nevídané. A toto veliké pásmo lží a klamů chytře ukrytých, za kteréžto my na místě spisovatelově styděti se musíme, podáno jest národu našemu za pravou kroniku roku 1541, a za takovou přijato a přijímá se bohužel ode mnohých až podnes! … Kalem Hájkovým naprzněny zůstaly potom více méně pohříchu všecky kroniky české, až teprve Dobner obšírným svým komentářem odkryl učenému světu všecku nečistotu pramene toho.“

## Současný pohled na kroniku a autora
Po osobní stránce je Václav Hájek z Libočan současnými vědci hodnocen jako ambiciózní muž, hádavý, ctižádostivý a hamižný. 
Od historiků dřívějších dob si oprávněně vysloužil pověst fabulátora, vymýšlejícího si nepravdivé historky. S rozsáhlou kritikou přišel jako první Gelasius Dobner (1719–1790) ve svém kritickém rozboru Kroniky. Oprávněně poukázal na zjevné nepravdy v Kronice obsažené. František Palacký považoval za největší Hájkův prohřešek, že si vymýšlel zdroje informací. 
Současní historici se na Hájkovo dílo dívají tolerantněji, pohledem doby, ve které vzniklo. V době vydání Kroniky (1541) ale nebyly ještě hranice mezi odborným spisem, populárně–vědeckým dílem a historickou beletrií vymezena. 
Hájek se ale nesnažil jen o strohý popis událostí, ale i o domýšlení, čím byly historické osobnosti motivovány ke svým skutkům (např. vývoj knížete Boleslava od bratrovraha k moudrému knížeti či naopak Jana Žižky od ušlechtilého rytíře k nemilosrdnému bojovníkovi). Při tom své dílo opíral o prakticky všechny starší české kroniky; vycházel ale i legend a vlastních smyšlenek.
Současná věda oceňuje v Hájkově díle pramennou hodnotu týkající se nikoliv dávných časů, ale doby, ve které Hájek žil. Též je ceněna literární hodnota, která z Kroniky učinila po dlouhou dobu nejpopulárnější dílo o české historii a inspirovala řadu umělců, např. Antonína Machka, Bedřicha Smetanu či Aloise Jiráska.